# Марктродах
Марктродах (нем. Marktrodach) — община в Германии, районный центр, расположен в земле Бавария. 
Подчиняется административному округу Верхняя Франкония. Входит в состав района Кронах.  Население составляет 3901 человек (на 31 декабря 2010 года). Занимает площадь 33,22 км².
Община подразделяется на 16 сельских округов.

## Население
По оценке на 31 декабря 2015 года население общины Марктродах составляет 3720 чел. 

| Дата      | 1840 | 1871 | 1900 | 1925 | 1939 | 1950 | 1961 | 1970 | 1987 | 2011 |
| --------- | ---- | ---- | ---- | ---- | ---- | ---- | ---- | ---- | ---- | ---- |
| Население | 2712 | 2983 | 2689 | 2814 | 2571 | 3797 | 3592 | 3672 | 3729 | 3842 |

| Год       | 1960 | 1970 | 1980 | 1990 | 2000 | 2009 | 2010 | 2011 | 2012 | 2013 | 2014 | 2015 |
| --------- | ---- | ---- | ---- | ---- | ---- | ---- | ---- | ---- | ---- | ---- | ---- | ---- |
| Население | 3529 | 3646 | 3648 | 3826 | 4171 | 3964 | 3901 | 3806 | 3772 | 3745 | 3715 | 3720 |